# Szarańcza pustynna
Szarańcza pustynna (Schistocerca gregaria) – gatunek owada prostoskrzydłego z rodziny szarańczowatych (Acrididae), zdolny do wytwarzania fazy stadnej, groźny szkodnik upraw, szczególnie we wschodniej Afryce i Indiach. Jest polifagiem. Został opisany naukowo z Egiptu. Od szarańczy wędrownej różni się obecnością wyrostka na przedtułowiu.

## Charakterystyka
Wielkość
Osiąga długość 6 cm i wagę około 2 g.
Ubarwienie
Zmienne, lecz zazwyczaj brązowe z żółtymi plamami.
Pokarm
Dziennie jest w stanie zjeść pokarm o wadze równej masie ciała (2g), pożywieniem mogą być wszystkie rośliny znajdujące się w okresie wegetacyjnym włączając w to zboża i inne rośliny uprawne. Ze względu na rozmiary gromad w jakich żyją, szkody przez nie dokonywane są ogromne.
Występowanie
Występuje od zachodniej Afryki do Indii, na stepach, sawannach, polach i terenach uprawnych. Naturalnymi granicami ich występowania są wysokie łańcuchy górskie, gdzie temperatura jest dla nich zbyt niska.
Tryb życia
Prowadzi samotny tryb życia do rozpoczęcia pory deszczowej, kiedy to organizuje się w duże grupy, zmienia formę z osiadłej na wędrowną (objawia się to zmianą ubarwienia) i rozmnaża się. Cykl życiowy składa się z trzech etapów: jaja, larwy i oskrzydlonej formy dorosłej. Dojrzewanie młodych osobników może trwać dwa do czterech tygodni, kiedy dostępność pożywienia i pogoda są odpowiednie, ale może też zająć aż sześć miesięcy jeśli warunki są niesprzyjające. Szarańcza pustynna potrafi bardzo szybko migrować w gromadach liczących do 50 miliardów osobników, dziennie jest w stanie przemieścić się na odległość do 200 kilometrów.
Zachowanie
U szarańczy pustynnej endosymbionty uczestniczą w produkcji różnorodnych związków chemicznych. Mikroflora jelita produkuje związki fenolowe wpływające na społeczne zachowania owadów. Niektóre produkty metabolizmu symbiotycznych bakterii są niezbędne do produkcji feromonów ważnych podczas grupowania się szarańczy pustynnej.
Rozmnażanie
Samice składają jaja zgrupowane w pakietach w wilgotnej, piaszczystej glebie.

## Hodowla i wykorzystanie jako zwierzęta karmowe
Szarańcza pustynna podobnie jak inne owady prostoskrzydłe jest wykorzystywana jako zwierzę karmowe przez hodowców gadów.